# Маунт-Айві (Нью-Йорк)
Маунт-Айві (англ. Mount Ivy) — переписна місцевість (CDP) в США, в окрузі Рокленд штату Нью-Йорк. Населення — 7657 осіб (2020).

## Географія
Маунт-Айві розташований за координатами 41°11′34″ пн. ш. 74°1′46″ зх. д. / 41.19278° пн. ш. 74.02944° зх. д. (41.192664, -74.029583).  За даними Бюро перепису населення США в 2010 році переписна місцевість мала площу 3,80 км², уся площа — суходіл.

## Демографія
Згідно з переписом 2010 року, у переписній місцевості мешкало 6878 осіб у 2787 домогосподарствах у складі 1817 родин. Густота населення становила 1810 осіб/км².  Було 2999 помешкань (789/км²).
Расовий склад населення:
| - 65,6 % — білих - 15,9 % — чорних або афроамериканців - 6,0 % — азіатів - 0,4 % — корінних американців - 0,1 % — вихідців з тихоокеанських островів - 8,6 % — осіб інших рас |

До двох чи більше рас належало 3,5 %. Частка іспаномовних становила 24,3 % від усіх жителів.
За віковим діапазоном населення розподілялося таким чином: 20,9 % — особи молодші 18 років, 67,4 % — особи у віці 18—64 років, 11,7 % — особи у віці 65 років та старші. Медіана віку мешканця становила 39,0 року. На 100 осіб жіночої статі у переписній місцевості припадало 90,2 чоловіків;  на 100 жінок у віці від 18 років та старших — 86,8 чоловіків також старших 18 років.
Середній дохід на одне домашнє господарство  становив 80 528 доларів США (медіана — 70 226), а середній дохід на одну сім'ю — 89 154 долари (медіана — 72 554). Медіана доходів становила 51 981 долар для чоловіків та 51 581 долар для жінок. За межею бідності перебувало 9,1 % осіб, у тому числі 14,1 % дітей у віці до 18 років та 10,0 % осіб у віці 65 років та старших.
Цивільне працевлаштоване населення становило 3696 осіб. Основні галузі зайнятості: освіта, охорона здоров'я та соціальна допомога — 30,1 %, мистецтво, розваги та відпочинок — 11,6 %, роздрібна торгівля — 11,0 %.